# Горбун из Нотр-Дама (мультфильм)
«Горбун из Нотр-Дама» (англ. The Hunchback of Notre Dame) — 34-й анимационный полнометражный фильм студии Дисней, вышедший 21 июня 1996 года. Фильм основан на романе Виктора Гюго «Собор Парижской Богоматери» (1831), но в сюжет был внесен ряд изменений. Действие концентрируется на красивой цыганке-танцовщице Эсмеральде, сильном и влиятельном судье Клоде Фролло, который преследует её и тайно влюблён, горбатом звонаре собора Парижской Богоматери Квазимодо, и молодом Капитане Фебе, также влюблённом в Эсмеральду.
Продюсером фильма выступил Дон Хан, занимавшийся продюсированием мультфильмов «Красавица и Чудовище» (1991) и «Король Лев» (1994), а режиссёрами — Кирк Уайз и Гари Труздейл, которые режиссировали первый из этих фильмов. Композитор и автор музыки песен — Алан Менкен, автор слов песен — Стивен Шварц.
Персонажи были озвучены такими актёрами, как Том Халс, Деми Мур, Кевин Клайн, Пол Кендел, Джейсон Александер, Чарльз Кимбро, Дэвид Огден Стайерс, Тони Джей и Мэри Уайкс (её последняя роль в кино). Мультфильм принадлежит к эпохе «Ренессанса «Диснея» — десятилетию между 1989 и 1999 годами, когда Дисней создавал успешные анимационные фильмы, привлекая многочисленную аудиторию и вызывая интерес критиков. Сиквел к фильму, «Горбун из Нотр-Дама 2» вышел в 2002 году. Этот мультфильм получил рейтинг G от MPAA, и рейтинг U от British Board of Film Classification в Великобритании. Несмотря на такие рейтинги, фильм был признан одной из самых мрачных картин студии Диснея.

## Сюжет
Действие происходит в Париже в 1482 году. Горбун Квазимодо — звонарь в церкви Собора Парижской Богоматери. Он сирота, у него нет друзей, кроме живых гаргулий Виктора, Гюго и Лаверн. Его опекуном является Клод Фролло, судья и очень религиозный человек, ненавидящий «нечистых» простолюдинов. Он запрещает Квазимодо выходить из башни. В ежегодный парижский фестиваль дураков гаргульи убеждают Квазимодо выйти. На площади он видит танец цыганки Эсмеральды и восхищается её красотой.
Горожане начинают издеваться над Квазимодо и смеяться над его уродством, но цыганка заступается за него. В это время Фролло принимает нового военного капитана Феба. Судья замечает Эсмеральду и велит схватить её, но она скрывается в Соборе Парижской Богоматери. Феб преследует цыганку, но в итоге отпускает. Между Фебом и Эсмеральдой возникают чувства. Фролло окружает собор стражей, не давая цыганке сбежать. Он хочет добиться любви Эсмеральды или казнить её. Квазимодо помогает Эсмеральде сбежать, и она оставляет ему на память медальон-карту.
Фролло приказывает Фебу жечь дома в Париже и обвиняет его в неверности, когда тот отказывается это делать. При побеге Феб получает ранение. Эсмеральда забирает его в собор и ухаживает за ним. Их чувства начинают крепнуть. Тем временем Фролло лжёт Квазимодо, что узнал, где находится тайное укромное место цыган — Двор Чудес. Феб и Квазимодо спешат предупредить цыган об опасности, но проследивший за ними Фролло арестовывает всех. На следующий день Фролло собирается сжечь Эсмеральду как ведьму, на костре. Он предлагает ей свободу в обмен на её любовь, но она с презрением плюёт ему в лицо.
Видя, как жгут Эсмеральду, Квазимодо освобождается от оков и пытается спасти её. Парижане под руководством Феба начинают восстание. Фролло врывается в собор и пытается убить Квазимодо и Эсмеральду. Решив, что он победил, судья признаётся, что это он убил мать Квазимодо, и уже готовится убить героев, однако падает с башни в огонь. Квазимодо тоже падает, но Феб успевает подхватить его. Квазимодо понимает, что Феб и Эсмеральда любят друг друга, и смиряется с этим. В свою очередь, Эсмеральда помогает Квазимодо выйти из церкви и наконец войти в общество. Теперь горожане больше не боятся Квазимодо и не издеваются над ним.

## Персонажи
- Квазимодо (озвучивает Том Халс) — главный герой и  храбрый и милосердный звонарь Собора Парижской Богоматери. Имеет большой горб и некрасивое лицо, отчего судья Фролло всегда говорит ему, что он (то есть Квазимодо) уродлив и никогда не будет принят миром. Вначале песня предлагает зрителям судить самим, «кто чудовище, а кто человек».
- Эсмеральда (озвучивает Деми Мур, поёт Хайди Молленхауер) — красивая, умная и великодушная цыганка-танцовщица, которая становится другом Квазимодо и показывает ему, что его душа действительно прекрасна, даже если его тело уродливо. Независима и ненавидит то, как власть преследует цыган. В течение фильма Эсмеральда ищет правосудие для своих людей. Она влюбляется в капитана Феба и помогает Квазимодо понять, что цыгане — хорошие люди. «Эсмеральда» — португальская версия прилагательного «изумрудный». Возможно, поэтому режиссёры решили дать героине «изумрудные» зелёные глаза.
- Клод Фролло (озвучивает Тони Джей) — хозяин Квазимодо, министр правосудия и главный антагонист мультфильма. Лицемерный религиозный фанатик. Ненавидит цыган, потому что в его представлении они — нечистая сила. Одновременно ненавидит и испытывает влечение к Эсмеральде, характерный пример комплекса Мадонны и Блудницы[3][4]. Не видит зла в своих деяниях, считая, что действует во имя Бога, даже несмотря на то, что архидьякон часто не одобряет его действия. Однако в песне Фролло «На костёр» хор припевает ему «mea culpa» («моя вина»). Возможно, это означает, что он всё же знает истинную суть своих действий.
- Феб де Шатопер (озвучивает Кевин Клайн) — солдат, ставший охранником судьи Фролло и капитаном гвардии. Добрый, справедливый и смелый человек. Тоже влюбляется в Эсмеральду и позже женится на ней. Имеет коня Ахилла.
- Клопен (озвучивает Пол Кендел) — цыганский барон, выступающий в роли резонёра.
- Виктор, Гюго и Лаверн (озвучивают Чарльз Кимбро, Джейсон Александер и Мэри Уайкс соответственно) — горгульи, ставшие близкими друзьями Квазимодо. На DVD в аудиокомментарии к фильму Труздейл, Уайз и Хан заметили, что горгульи могут существовать лишь в воображении Квазимодо, но во втором фильме их видит и Мадлен (его девушка).
  - Это была последняя роль Мэри Уайкс (Лаверн) в кино. Она умерла от рака, не закончив работу над фильмом. Джейн Уитерс записала последние диалоги Лаверн и озвучила её во втором фильме.
- Архидьякон (озвучивает Дэвид Огден Стайерс) — священнослужитель, помогающий многим людям в фильме, включая Эсмеральду. В отличие от Фролло, он добрый, мудрый и мягкий. Появляется в начале фильма, когда призывает судью покаяться за убийство матери Квазимодо. Архидьякон не одобряет большинство действий Клода, а в кульминации фильма последний в гневе открыто бросает ему вызов и толкает с лестницы.

### Создатели
| - Художники-мультипликаторы: - Джеймс Бэкстер (Квазимодо) - Тони Фьюсайл (Эсмеральда) - Кэти Зилински (Фролло) - Расс Эдмондс (Феб) - Майкл Сюррей (Клопен) - Дэвид Приксма (Виктор и Гюго) - Уилл Финн (Лаверн) - Рон Хазбенд (Джали) - Дэвид Бёрджесс (Архидьякон) | - Художник-постановщик: Дэвид Гоетц - Сюжет: Уилл Финн - Макет: Эд Гертнер - Фон: Лиза Кин - Прорисовка: Вера Ланфер-Пачеко - Эффекты анимации: Крис Дженкинс - Компьютерная графика: Киран Бхакта Джоши |

### Музыка
Саундтрек фильма включает в себя музыкальную партитуру, написанную Аланом Менкеном, и песни, написанные Менкеном и Стивеном Шварцем:
- «Колокола собора Нотр-Дам» (англ. The Bells Of Notre Dame) для Клопена;
- «День прожить мне там» (англ. Out There) для Квазимодо и Фролло;
- «Вверх дном» (англ. Topsy Turvy) для Клопена;
- «Боже, помоги отверженным» (англ. God Help The Outcasts) для Эсмеральды;
- «Райский свет» (англ. Heaven's Lights) и «Адское пламя» (англ. Hellfire) для Квазимодо, архидьякона и Фролло;
- «Ей нужен ты» (англ. A Guy Like You) для горгулий;
- «Двор Чудес» (англ. The Court Of Miracles) для Клопена и цыган.

Три песни, написанные для фильма, были удалены во время процесса съёмок: «Там, где чудеса», «При луне» и «Когда-нибудь». Последняя из них могла заменить песню Эсмеральды «Боже, помоги отверженным». Хоть и не включённую в фильм, песню «Когда-нибудь» можно услышать в конце в титрах, в исполнении R&B группы All-4-One. Лоис Мигель записал версию этой песни для Латинской Америки на испанском языке, песня стала хитом в Мексике.

## Действующие лица и исполнители
| Персонаж            | Английское озвучивание                 |
| ------------------- | -------------------------------------- |
| Квазимодо           | Том Халс                               |
| Эсмеральда          | Деми Мур/Хайди Молленхауер (вокал)     |
| Клод Фролло         | Тони Джей                              |
| Феб                 | Кевин Клайн                            |
| Клопен              | Пол Кендел                             |
| Архидьякон          | Дэвид Огден Стайерс                    |
| Виктор              | Чарльз Кимбро                          |
| Гюго                | Джейсон Александер                     |
| Лаверн              | Мэри Уайкс (часть реплик)/Джейн Уитерс |
| Мать Квазимодо      | Мэри Кей Бергман                       |
| Брутальный стражник | Кори Бёртон                            |
| Стражники и цыганы  | Джим Каммингс, Патрик Пинни            |
| Нескладный стражник | Билл Фэйджербек                        |
| Старый еретик       | Гари Труздейл                          |
| Птенец              | Фрэнк Уэлкер                           |
| Джали               | Фрэнк Уэлкер                           |

## Прокат
«Горбун из Нотр-Дама» вышел в прокат 21 июня 1996 года. В первый уикэнд фильм занял второе место по национальным кассовым сборам, собрав 21 млн долларов.
Затем рейтинг фильма несколько снизился, в США сборы составили чуть больше 100 млн долларов, а в мире — 325 млн долларов. Хотя фильм не смог обойти своих предшественников — «Красавицу и Чудовище» (1991), «Аладдина» (1992), «Короля Льва» (1994) и «Покахонтас» (1995), он смог превзойти фильмы, вышедшие в предыдущую декаду, такие, как «Русалочка» (1989) и «Геркулес» (1997).

## Критика
Фильм получил множество положительных отзывов. В то же время он подвергся негативной критике со стороны поклонников романа Виктора Гюго, недовольных изменениями, которые сделал Дисней. Так, ведущий исследователь творчества Гюго Арно Ластер, обвинил студию Дисней в упрощении, редакции и цензуре романа во многих аспектах, включая личности персонажей.
Позднее было отмечено, что аниматоры «не имеют достаточно уверенности в своих ощущениях» и этот фильм «возвращается к стереотипам» («falls back on clichés»).

### Награды
- BMI
  - BMI Film Music Award
- Satellite Awards
  - За лучшую анимацию
- Oscar Academy Awards
  - За лучшую музыку
- 54th Golden Globe Awards
  - Best Original Score
- Young Artist Award
  - Лучший семейный фильм

Фильм имеет рейтинг 71 % на Rotten Tomatoes.
- Золотая малина 1997 год
- Номинации: Худший блокбастер (фильм, собравший более 100 млн долларов).

## Продолжение
В 2002 году на VHS и DVD вышло продолжение «Горбун из Нотр-Дама II». Сюжет концентрируется на Квазимодо, который продолжает звонить в колокол в Соборе Парижской Богоматери с помощью Зефира, сына Эсмеральды и Феба. Также он встречает девушку Мадлен и влюбляется в неё. Она приехала в Париж вместе со злым хозяином цирка, Сарушем. Дисней решил, что нужно выпустить более весёлый и подходящий для детей сиквел в сравнении с мрачным оригинальным фильмом.

## Ремейк
Ремейк в живом действии был анонсирован в январе 2019 года. Сценарий будет написан Дэвидом Генри Хваном, а также Алан Менкен и Стивен Шварц вернутся, чтобы написать музыку к фильму. Джош Гэд, Дэвид Хоберман и Тодд Либерман собираются продюсировать фильм, и Гэд, возможно, будет играть Квазимодо. В фильме будут использованы элементы как мультфильма, так и романа Виктора Гюго. В январе 2021 года Гад заявил, что проект все ещё находится в разработке и что он и студия «приближаются» к тому, чтобы воплотить его в жизнь. По состоянию на апрель 2024 года этот проект остаётся на стадии разработки, так как на данный момент ещё не объявлены его детали.

## Другие проекты

### Адаптации
- Disney Comic Hits #11, издаваемый студией Marvel Comics, опубликовал две истории, основанные на фильме.
- Фильм был адаптирован в более мрачное, готическое музыкальное производство, переписан и срежиссирован Джеймсом Лепином и поставлен в «Disney theatrical branch» в Берлине, Германия. Мюзикл «Der Glöckner von Notre Dame» (Звонарь из Нотр-Дама) был очень успешен и ставился в театре с 1999 до 2002 года до закрытия.
- Также обсуждался американский ремейк мюзикла, он был подтвержден композитором Аланом Менкеном в ноябре 2010 года[12].

### Видеоигры
- В 1996 году одновременно с релизом фильма, «Горбун из Нотр-Дама: Topsy Turvy Games» была выпущена видеоигра для PC и Game Boy, коллекция мини-игр, основанная на Фестивале дураков.

#### Kingdom Hearts
- Японский игровой журнал Famitsu объявил на первой вечеринке «Square Enix Premier Party», что мир, основанный на «Горбун из Нотр-Дама». появится в серии игр Kingdom Hearts в ожидаемой Kingdom Hearts 3D: Dream Drop Distance, это сделало мир мультфильма «Горбун из Нотр-Дама» первым миром, присутствие которого в игре было подтверждено.